# Julius Edelstein
Julius Isaak Edelstein (* 9. November 1882 in Groß Kummetschen, Kreis Goldap; † 30. November 1941 in Riga) war ein deutscher Unternehmer und Gründer der Porzellanfabrik Edelstein.

## Aufstieg
Julius Edelstein war spätestens ab 1912 als Porzellan- und Glasgroßhändler in Berlin-Charlottenburg tätig. Er heiratete Margaretha Pagel (* 19. November 1892 in Soldin, Neumark), deren Vater Max Pagel die Deutsches Präzisions-Kettenwerk AG (DPK) in Soldin leitete. Das Paar bekam die Kinder Werner und Marianne, eine zweite Tochter starb früh.
1919 kaufte Julius Edelstein mit seinem Kompagnon Isidor Grünebaum (1871–1942) die von Friedrich Ohnemüller und Emil Speiser gegründete Oberfränkische Porzellanfabrik in Küps. Sie wurde in Porzellanfabrik Edelstein umbenannt, planmäßig modernisiert und 1923 in eine Aktiengesellschaft umgewandelt. Von der Inflation und einem Großbrand 1921 zunächst ausgebremst, entwickelte sich Edelstein zu einer führenden Marke in Deutschland. Die modernen Produktionsanlagen und das hochwertige Porzellan fanden in der Fachpresse große Anerkennung. Auf dem Markt konnte sich Edelstein mit Philipp Rosenthal messen. Das ursprüngliche Absatzgebiet der Edelstein’schen Handelsgesellschaft Glas-, Porzellan- und Steingut-Handels AG mit Sitz in Berlin, Alexandrinenstraße 95/96, war Ostpreußen, wo Edelstein eine weitere Porzellanfabrik in Allenstein besaß. Hinzu kam noch eine Porzellangroßhandlung in Eidelstedt. Neben diese vier Standorte trat 1924 eine feste Repräsentanz in der Mädlerpassage am entscheidenden Messestandort Leipzig.
Gleichzeitig mit dem Küpser Porzellanwerk hatte Edelstein 1919 die benachbarte Korbwarenfabrik Fritz Stock erworben, aber schon um 1922 stieß er sie wieder ab. Außerdem war Julius Edelstein Vorsitzender im Aufsichtsrat der Deutsches Präzisions-Kettenwerk AG (DPK) seines Schwiegervaters und saß im Aufsichtsrat der Porzellanfabrik Beyer & Bock.

## Konkurs
1926 zog sich Grünebaum aus dem Geschäft zurück. Im folgenden Jahr ließ sich Edelstein auf ein Kreditgeschäft mit der Steingutfabrik Colditz AG und deren Vorstand Otto Zehe ein. Infolge der Weltwirtschaftskrise konnte die Steingutfabrik Colditz AG die Edelstein AG am 20. September 1932 in Konkurs zwingen, obwohl die Kredite regelmäßig bedient worden waren. Als Ausgleich für offene Forderungen gingen die Küpser Fabrik und die Berliner Handelsgesellschaft in den Besitz der Steingutfabrik Colditz AG über.
Julius Edelstein wurde nur teilweise entschädigt durch Zehes Anteile an Beyer & Bock, deren Werk im thüringischen Rudolstadt-Volkstedt er 1933 übernahm. Die Familie kam auf dem Fabrikgelände unter. Miteigentümer von Beyer & Bock wurde ein ehemaliger Mitarbeiter aus Soldin, Emil Knolleisen. Das Unternehmen annoncierte 1933 mit dem 80-jährigen Bestehen, womit man sich auf die Porzellanmalereiwerkstatt berief, die Ferdinand Beyer und Theodor Bock 1853 gegründet hatten.

## Enteignung, Verfolgung, Ermordung
Mit der Machtergreifung der Nationalsozialisten bestanden für den jüdischen Unternehmer Edelstein keinerlei Aussichten mehr, das Konkursverfahren noch zu seinen Gunsten zu beeinflussen. Im Gegenteil drängte Gauleiter Fritz Sauckel immer stärker darauf, jüdische Unternehmen zu „arisieren“. 1936/1937 musste Edelstein weit unter Wert an Knolleisen verkaufen. Da der Erlös als Bankeinlage von den NS-Behörden beschlagnahmt worden wäre, erwarb Edelstein rasch die Tonwarengroßhandlung Paul Lüdersdorf Nachf. Alfred Schindler in Berlin-Lichtenberg.
Die Kinder konnten unterdessen ins Ausland auswandern: Werner emigrierte schon bald nach 1933 nach Palästina, Marianne lebte bei Verwandten in Zürich, Rom und schließlich London. Julius kam bei den Novemberpogromen 1938 kurzzeitig in Haft und musste sich mehrere Wochen verstecken. Im gleichen Jahr erzwang die DAF auch die „Arisierung“ von Paul Lüdersdorf Nachf. Der Mitarbeiter Voss zahlte Edelstein einen minimalen Betrag, der umgehend beschlagnahmt wurde. 1941 lebten Julius und seine Frau Margaretha im Judenhaus Güntzelstraße 62 in Berlin-Wilmersdorf. Von dort mussten sie in das Sammellager Levetzowstraße (Berlin-Moabit) und wurden am 27. November 1941 vom Bahnhof Grunewald nach Riga deportiert. Der gesamte Transport mit 1.053 Menschen wurde sofort nach der Ankunft am 30. November 1941 im Massaker von Rumbula ermordet.
Schwiegervater Max Pagel starb 1943 im Ghetto Theresienstadt, Schwiegermutter Rahel 1944 im KZ Auschwitz. Der Geschäftspartner Isidor Grünebaum starb 1942 im Ghetto Theresienstadt.